# NGC 6927
NGC 6927 је лентикуларна галаксија у сазвежђу Делфин која се налази на NGC листи објеката дубоког неба.
Деклинација објекта је + 9° 55' 1" а ректасцензија 20h 32m 38,1s. Привидна величина (магнитуда) објекта NGC 6927 износи 14,8 а фотографска магнитуда 15,8. NGC 6927 је још познат и под ознакама MCG 2-52-16, CGCG 424-20, NPM1G +09.0505, PGC 64925.